# Kinsey Burden
Pour les articles homonymes, voir Burden.
Kinsey Burden fut le fondateur d'une dynastie de planteurs de coton en Caroline du Sud, qui a inventé le Roller gin et contribué à l'histoire de la culture du coton, en utilisant le Sea Island cotton.

## Biographie
Kinsey Burden était un riche planteur installé près de la rivière Edisto où il cultivait le coton depuis la fin des années 1778. Il a cultivé du coton sur l'île de Burden, dans le secteur de l'île Saint John, sur la paroisse de Saint Paul. Leur exploitation avait pour but de trouver du coton pour habiller les esclaves pendant la guerre d'indépendance, marquée par des pénuries d'approvisionnement dans cette région.
Sa veuve a continué après sa mort et sa fille a épousé James King, qui vendait le coton à la société de Charleston Teasdale and Kidell, la seule à pouvoir acheter du coton pendant la guerre d'indépendance.
Son fils, portant le même nom que lui, a développé la plantation en cultivant un type de coton réservé à la fabrication de mousselines et de foulards, puis une usine à Charleston. En 1805, son fils a épousé Mary Legare, fille de Thomas Legare.